# 毛利熙元
毛利熙元（生年不詳－1464年3月12日）是室町時代的武將。安藝國的國人領主。毛利氏當主。父親是毛利光房。

## 生平
幼名是少輔太郎。最初接受父親的一字拜領而改名為熙房，後來改名為熙元（「元」字是祖先大江廣元和曾祖父毛利元春的偏諱，在熙元以後的當主都當作通字來使用）。而「熙」字則是當時毛利氏從屬的安藝、備後守護山名時熙的授予的偏諱。
在永享8年（1436年）因為父親光房死去而繼任家督。翌年（1437年），因為第6代將軍足利義教命令上京而向畿內出陣。在嘉吉2年（1442年）的嘉吉之亂時，為了討伐發起謀反的赤松滿祐而向播磨出陣。長祿元年（1457年），以周防為本據地的大內教弘進攻安藝分郡守護武田信繁、信賢父子的居城佐東銀山城，因為幕府的命令而與吉川之經等人一同支援武田氏。
雖然以上事件都顯示出熙元對幕府的忠誠，但是在寬正4年（1463年），熙元遭到毛利氏庶家的反抗，諸家中有人向幕府發出讒言，結果領地的一部份被收回當作關所。
翌年（1464年），向嫡男豐元說出要取回知行的遺言後死去。家督由豐元繼承。